# André Lerond
André Lerond (Le Havre, 6 de dezembro de 1930 - 8 de abril de 2018) foi um futebolista e treinador francês que atuava como defensor.

## Carreira
André Lerond fez parte do elenco da Seleção Francesa de Futebol, na Copa do Mundo de 1958. 

## Títulos
- Copa do Mundo de 1958: 3º Lugar